# Communauté de communes en Terres Vives
Die Communauté de communes en Terres Vives ist ein ehemaliger französischer Gemeindeverband mit der Rechtsform einer Communauté de communes im Département Cher in der Region Centre-Val de Loire. Sie wurde am 15. Juni 1994 gegründet und umfasste elf Gemeinden. Der Verwaltungssitz befand sich im Ort Vasselay.

## Historische Entwicklung
Mit Wirkung vom 1. Januar 2017 fusionierte der Gemeindeverband mit
- Communauté de communes Les Hautes Terres en Haut Berry sowie
- Communauté de communes Les Terroirs d’Angillon

und bildete so die Nachfolgeorganisation Communauté de communes Terres du Haut Berry.

## Ehemalige Mitgliedsgemeinden
1. Allogny
2. Fussy
3. Menetou-Salon
4. Pigny
5. Quantilly
6. Saint-Éloy-de-Gy
7. Saint-Georges-sur-Moulon
8. Saint-Martin-d’Auxigny
9. Saint-Palais
10. Vasselay
11. Vignoux-sous-les-Aix